# Philippe Gabriel Steg
 (octobre 2021).
Philippe Gabriel Steg dit Gabriel Steg, né le 16 février 1959 à Paris, est un docteur en médecine, cardiologue, professeur des universités (Université Paris Diderot) et  praticien hospitalier (Hôpital Bichat). Il est membre de l'Association des médecins israélites de France.

## Biographie
Gabriel Steg est né le 16 février 1959 à Paris, dans une famille juive ashkénaze et séfarade. Son père, le professeur Ady Steg est un éminent urologue et sa mère, docteur Gilberte Steg (née Nissim à Salonique) est une gynécologue.
Il est marié et père de quatre enfants.

## Formation et carrière
Gabriel Steg fait ses études de médecine à l'Université Paris Descartes. Il est successivement interne des Hôpitaux de Paris et chef de clinique-assistant, de l'Assistance publique – Hôpitaux de Paris (AP-HP).
Il est professeur de cardiologie à l'hôpital Bichat, professeur des universités à l'Université Paris Diderot, directeur de l’Unité de Soins Intensifs Coronariens de l’Hôpital Bichat-Claude-Bernard et directeur de l’équipe de recherche n°5 « Recherche Clinique en Atherothrombose », INSERM U-698, Hôpital Bichat.
Il est membre (junior et émérite) de l’Institut Universitaire de France et préside le Comité Local de la Recherche Biomédicale et en Santé Publique (GHU Paris Diderot), en tant que vice-président chargé de la recherche au sein du directoire de l'AP-HP.

## Activités
- secrétaire scientifique de la Société française de cardiologie, membre du Bureau et du Conseil d’Administration.

- membre de la European Society of Cardiology et du American College of Cardiology (en).

- membre du membre du CORA (Conseil d'Orientation et de Réflexion de l'Assurance) et président du COSAP (Conseil d'Orientation Scientifique d'Assureurs Prévention), depuis sa fondation en janvier 2011.

- membre du comité de rédaction de « Circulation », de « Circulation: Cardiovascular Quality and Outcomes », de « Circulation: Cardiovascular Interventions », de l’« European Heart Journal (en) », et de « TheHeart.Org, édition anglaise »[1].

- Éditeur en chef de « TheHeart.Org, édition française »[1].
- Président du comité de rédaction des « Guidelines on ST-segment elevation acute myocardial infarction » de l’European Society of Cardiology 2010-2012.

## Distinctions
- Chevalier de la Légion d'honneur (2012)[2]